# Vauchassis
Vauchassis ist eine französische Gemeinde mit 498 Einwohnern (Stand 1. Januar 2022) im Département Aube in der Region Grand Est (vor 2016 Champagne-Ardenne). Sie gehört zum Kanton Aix-Villemaur-Pâlis im Arrondissement Troyes. 

## Geographie
Vauchassis liegt etwa 15 Kilometer südsüdwestlich von Troyes. 
Nachbargemeinden sind Bucey-en-Othe im Nordwesten und Norden, Prugny im Norden und Nordosten, Laines-aux-Bois und Souligny im Osten, Bouilly im Südosten, Sommeval im Süden, Maraye-en-Othe im Südwesten, Bercenay-en-Othe im Westen sowie Chennegy im Westen und Nordwesten.

## Bevölkerungsentwicklung
| Jahr                       | 1962 | 1968 | 1975 | 1982 | 1990 | 1999 | 2006 | 2011 | 2019 |
| -------------------------- | ---- | ---- | ---- | ---- | ---- | ---- | ---- | ---- | ---- |
| Einwohner                  | 376  | 353  | 400  | 417  | 488  | 491  | 520  | 512  | 500  |
| Quellen: Cassini und INSEE |      |      |      |      |      |      |      |      |      |

## Sehenswürdigkeiten
- Kirche Assomption-de-la-Vierge aus dem 18. Jahrhundert, Monument historique seit 1986